# Marbois
Marbois is een gemeente in het Franse departement Eure (regio Normandië). De plaats maakt deel uit van het arrondissement Bernay. Marbois is op 1 januari 2016 ontstaan door de fusie van de gemeenten Chanteloup, Le Chesne, Les Essarts en Saint-Denis-du-Béhélan. De gemeente telde 1.307 inwoners op 1 januari 2022.

## Geografie
De oppervlakte van Marbois bedroeg op de hierboven genoemde datum 46,54 vierkante kilometer; de bevolkingsdichtheid was toen 28,1 inwoners per km².

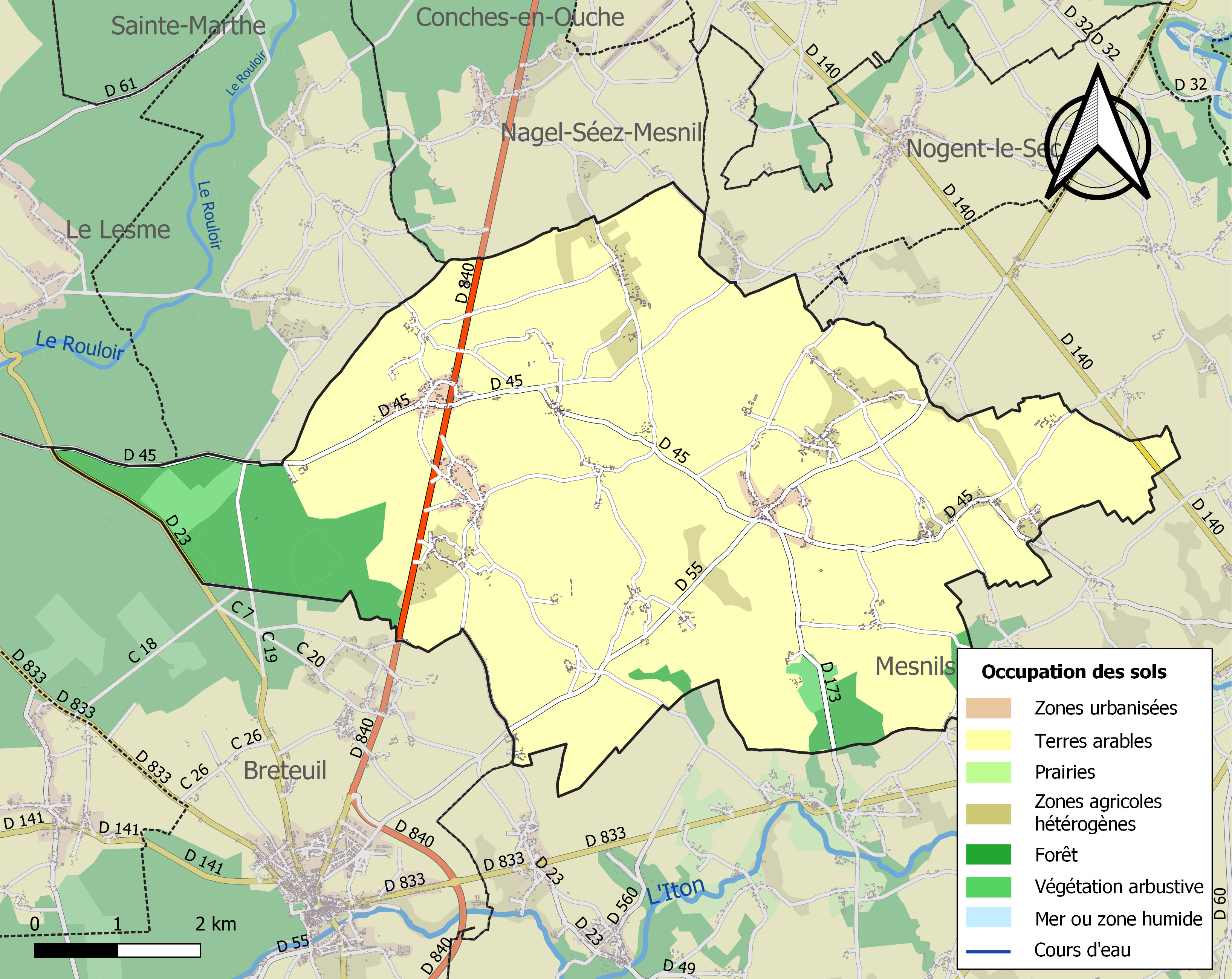
Kaart van de gemeente met belangrijkste infrastructuur, bodemgebruik en omliggende gemeenten